# 우레이드

우레이드의 일반적인 화학 구조

우레이드(ureid)란 요소의 수소 원자를 아실기로 바꾼 화합물을 말한다. 다른 말로는 아실우레아(acylurea)라고도 한다.

## 용도
아실우레아의 한 종류인 벤조일우레아는 살충제로 사용된다.